# Ktuts Anapat
Vous lisez un « bon article » labellisé en 2010.
Ktuts Anapat (en arménien Կտուց Անապատ, « ermitage de Ktuts ») est un ancien monastère arménien situé en dehors des frontières arméniennes actuelles, en Turquie (province de Van, ancien Vaspourakan), sur une île proche de la rive orientale du lac de Van.
L'établissement a des origines incertaines mais est attesté au XVe siècle (en raison notamment de son scriptorium) et reconstruit au XVIIIe siècle. Il sert de refuge lors des massacres hamidiens de 1894-1896, avant d'être abandonné lors du génocide arménien de 1915-1916. Il n'en reste aujourd'hui que l'église Sourp Karapet (« Saint-Jean-le-Précurseur ») et le gavit.
Il peut être visité en louant une embarcation à partir de Van.

## Situation géographique
Pour des articles plus généraux, voir Vaspourakan et Lac de Van.

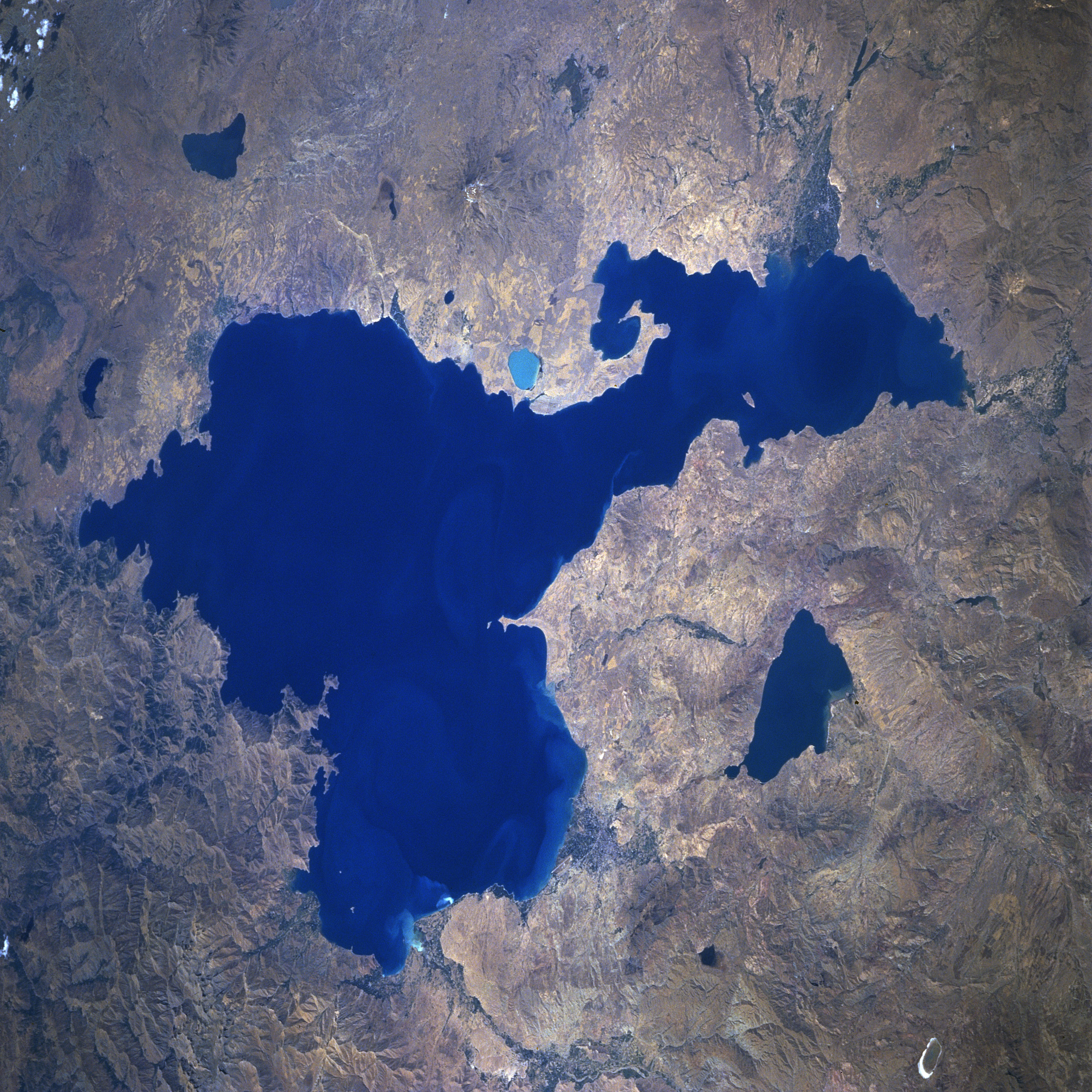
Photographie du lac Van par un satellite

Le monastère est situé sur une des quatre (autrefois sept) îles du lac de Van, l'île de Ktuts (« bec », aujourd'hui Çarpanak), non loin de la rive orientale du lac, à 1,5 km d'un promontoire.
L'île fait aujourd'hui partie de la province de Van (région de l'Anatolie orientale), en Turquie orientale. Elle est située à 25 km au nord-ouest de la ville de Van.
Historiquement, le complexe est situé dans le canton d'Arberani de la province de Vaspourakan, une des quinze provinces de l'Arménie historique selon le géographe du VIIe siècle Anania de Shirak.

## Histoire
Pour un article plus général, voir Histoire des Arméniens dans l'Empire ottoman.
Selon la tradition, le monastère aurait été fondé au IVe siècle par saint Grégoire l'Illuminateur, lors de son retour de Rome. Il y aurait déposé une relique de saint Jean-Baptiste, un bras, pour laquelle un reliquaire, aujourd'hui conservé au patriarcat arménien de Jérusalem, est ultérieurement réalisé.
Le monastère n'est cependant attesté qu'au XVe siècle, période pendant laquelle se distingue son scriptorium, dont quelques rares manuscrits sont aujourd'hui préservés au Matenadaran d'Erevan. Il est probablement détruit lors du séisme de 1648, avant d'être reconstruit au XVIIIe siècle sur financement des habitants de la ville de Baghesh (aujourd'hui Bitlis).
Il devient alors un des deux sièges du diocèse de Lim et Ktuts et sert d'ermitage, mais aussi de lieu de villégiature. Lors des massacres hamidiens de 1894-1896, il voit affluer nombre de réfugiés ; la situation ne se réédite pas lors du génocide arménien de 1915-1916, des gendarmes gardant l'accès à l'île.
Le monastère est depuis lors abandonné, et il n'en subsiste plus que l'église et son gavit. Il se visite de manière peu aisée par bateau louable à Van. Le vice-gouverneur de la province de Van a toutefois annoncé en février 2010 une restauration ultérieure du monastère.

## Bâtiments
Pour un article plus général, voir Architecture arménienne.

### Sourp Karapet
Érigée en 1712-1713, Sourp Karapet (« Saint-Jean-le-Précurseur »), également appelée Sourp Hovhannes (« Saint-Jean »), est l'œuvre de l'architecte Khoshkhabar. Cette croix inscrite à deux appuis occidentaux libres, dotée d'une abside pentagonale, est couverte par des arcs brisés soutenant, via des pendentifs, un tambour cylindrique dans sa partie inférieure mais octogonal dans sa partie supérieure, coiffé d'un dôme pyramidal ; la partie occidentale est inhabituellement couverte de nervures supportant une petite coupole dotée d'un erdik (type local de lanterneau). L'intérieur est décoré de niches à coquille, tandis que l'extérieur se distingue par la façade orientale, aux deux ceintures horizontales et à la bande verticale entourant une fenêtre, aux trois médaillons à croix et aux deux rangées de khatchkars, et par le portail occidental cintré aux stalactites et torsades rouges et vertes.

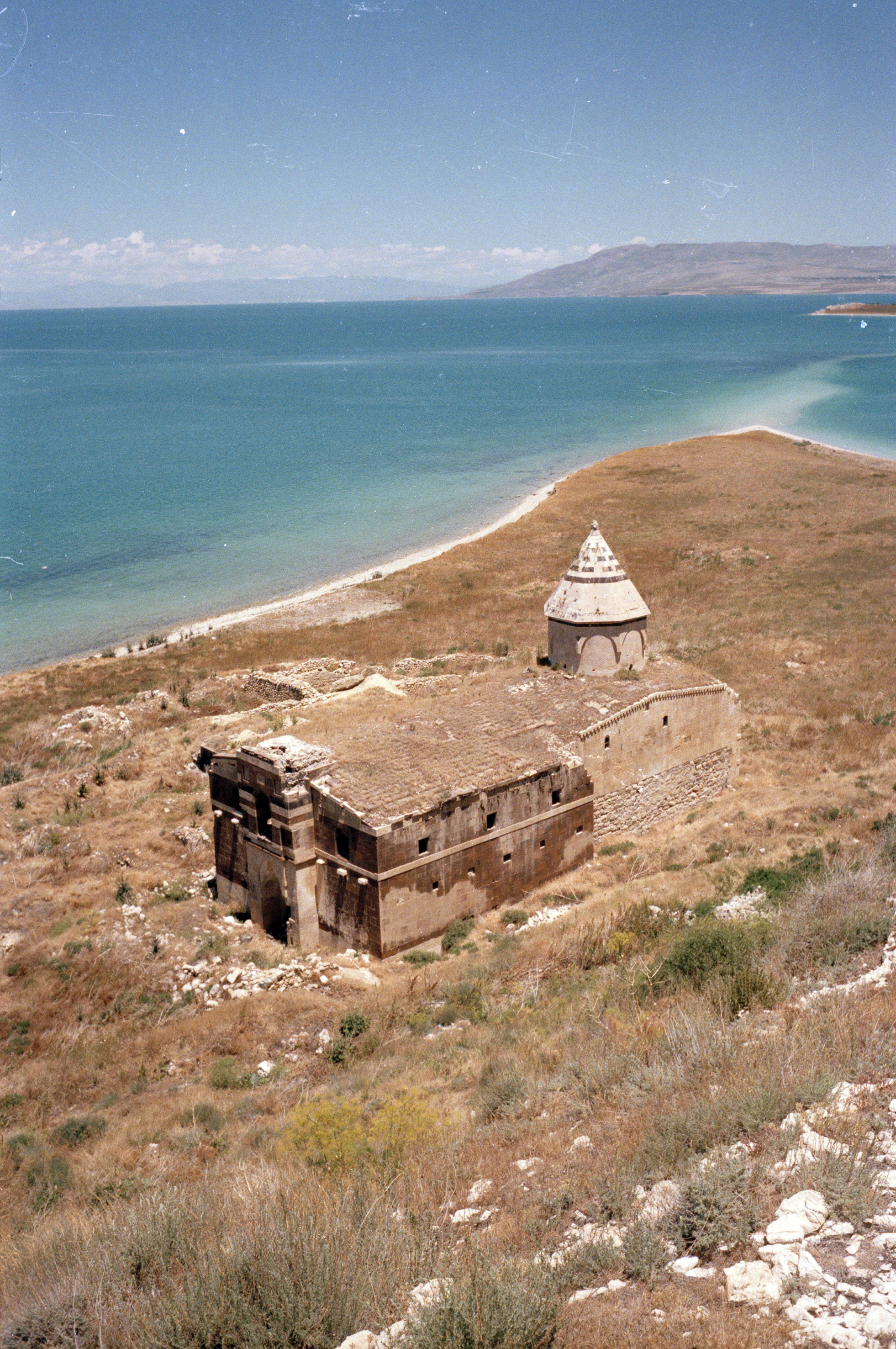
Vue depuis le sud-ouest (gavit à gauche, Sourp Karapet à droite).
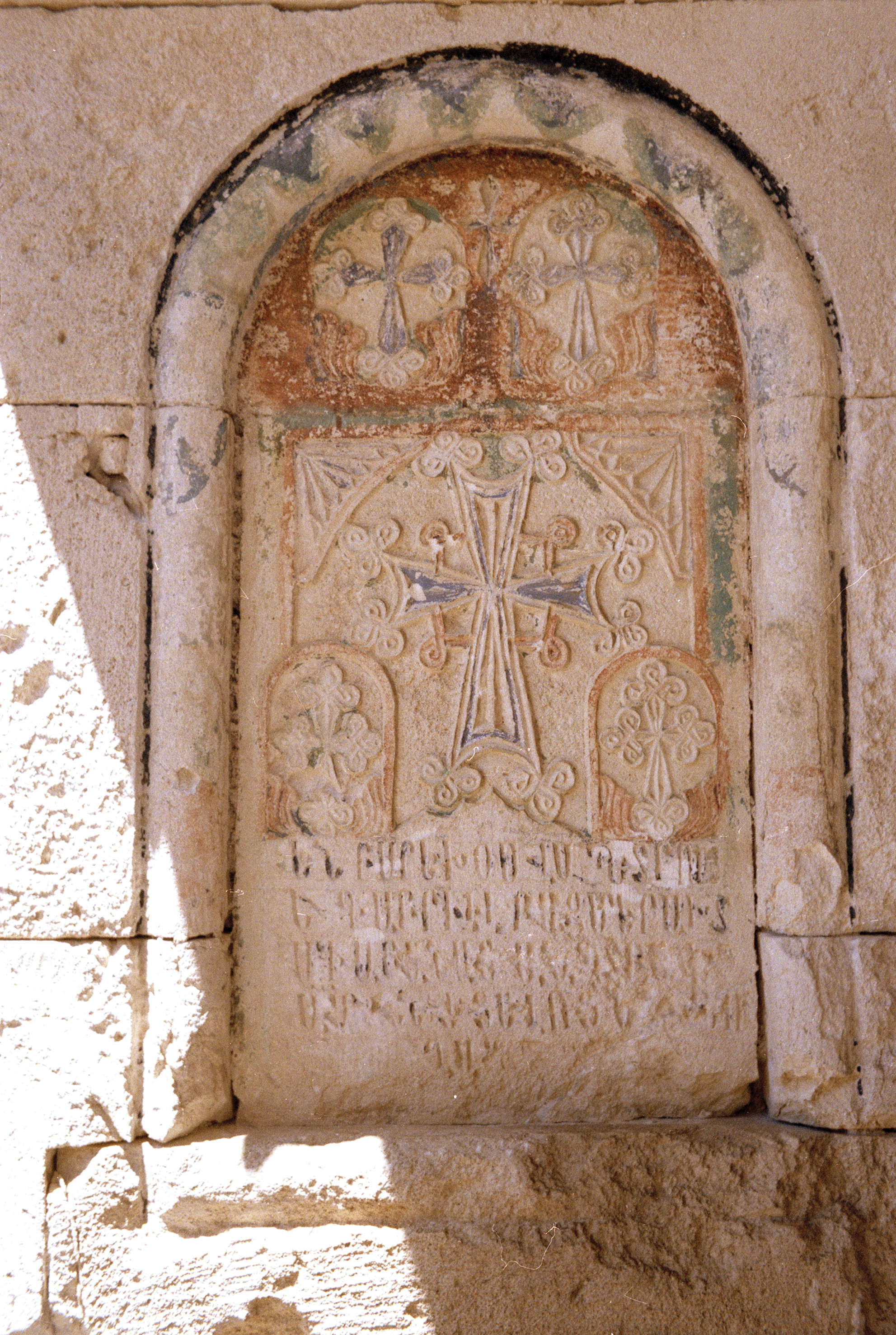
Khatchkar du porche-clocher, XVe siècle.

### Gavit
L'église est précédée à l'ouest d'un gavit de tuf noir à quatre colonnes et aux neuf plafonds portés par des arcs brisés, à l'intérieur autrefois orné de fresques. Lui-même est précédé à l'ouest par un porche-clocher dont le premier niveau est constitué d'une niche à stalactites encadrant le portail, dont le second niveau est occupé par une baie, et qui était surmonté d'un lanternon aujourd'hui disparu.

### Autres constructions
Le coin nord-est du gavit donnait accès à une chapelle des Saints-Archanges et à une bibliothèque, toutes deux en ruines.
Enfin, le monastère était complété d'un cimetière et de quartiers d'habitation, aujourd'hui détruits.